# Río Llullán

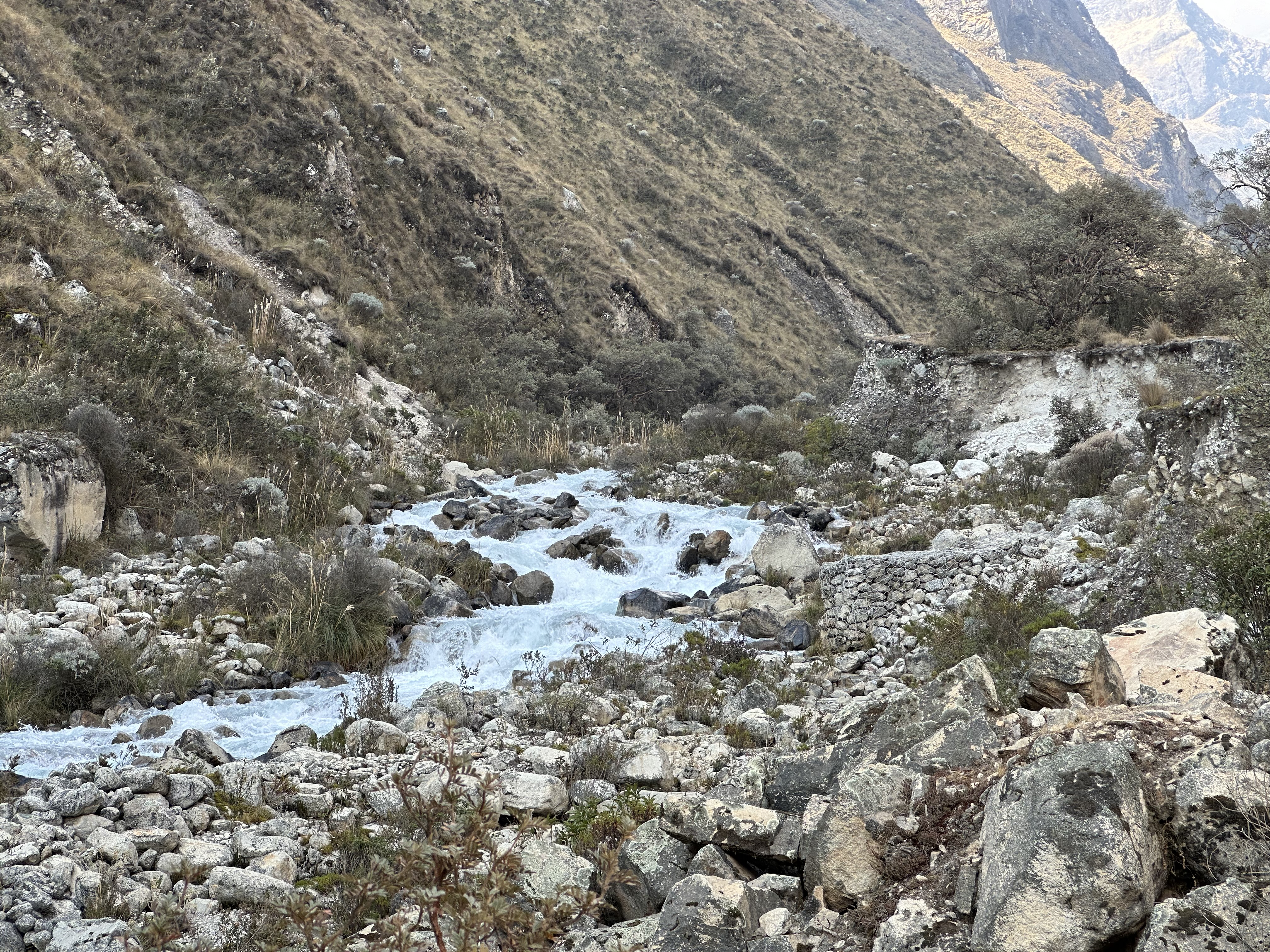
Parte alta del río Lullán.

El río Llullán es un río en el distrito de Caraz, en la provincia de Huaylas, región Áncash, Perú. Nace de las aguas de la laguna Parón a una altitud aproximada de 4000 m s. n. m. Se une al río Santa a una altitud de 2342 m s. n. m.
El agua del río Llullán es la principal fuente de agua para la comunidad de Cruz de Mayo, el distrito de Caraz y la estación central hidroeléctrica Cañón del Pato.